# فلوتيكازون
فلوتيكازون هو غلوكوكورتيكويد صناعي. إن كلا من الأدوية الأولية الموجودة على شكل إستر فوروات وبروبيونات، وهما فوروات الفلوتيكازون وبروبيونات الفلوتيكازون، تستعملان مضادة للالتهاب وبشكل موضعي.